# Alfred Brendel
Alfred Brendel (Wiesenberg, 5 de janeiro de 1931 – Londres, 17 de junho de 2025) foi um pianista clássico, poeta, autor, compositor e conferencista austríaco nascido na República Tcheca, radicado em Londres. Ele é notável por suas interpretações de músicas de Ludwig van Beethoven, Franz Schubert e Franz Liszt. Brendel fez três gravações das 32 sonatas para piano de Beethoven e foi o primeiro pianista a gravar as obras completas de Beethoven para piano solo.

## Biografia
Alfred Brendel nasceu na Tchecoslováquia, na pequena comunidade de Wiesenberg (ou Vízmberk), numa zona germanófona do Norte da Morávia (hoje, parte da República Tcheca), numa família onde não havia músicos. A família mudou-se para Zagreb, na Iugoslávia (hoje Croácia) e, posteriormente, para Graz, na Áustria, quando Alfred tinha seis anos de idade. Lá residiram durante parte da Segunda Guerra Mundial e, quando tinha apenas 14 anos, Alfred foi enviado para a Iugoslávia para cavar trincheiras. Foi, contudo, afastado do trabalho devido a uma pneumonia e foi internado num hospital. Durante a infância teve algumas aulas de piano, mas somente de maneira informal e esporádica.
Após a guerra, Brendel compôs música e continuou a tocar piano, escrever e pintar. Mas ele nunca teve aulas de piano mais formais e, embora tenha frequentado master classes com Edwin Fischer e Eduard Steuermann, foi em grande parte autodidata depois dos 16 anos.
Aos 17 anos, Brendel se apresentou publicamente pela primeira vez, na cidade de Graz. Intitulado "A Fuga na Literatura para Piano", incluía obras de fuga de Johann Sebastian Bach, Johannes Brahms e Franz Liszt, bem como uma sonata do próprio Brendel. Em 1949 ganhou o quarto prêmio no Concurso de Piano Ferruccio Busoni em Bolzano, Itália. As turnês subsequentes pela Europa e América Latina começaram a estabelecer sua reputação, e ele realizou masterclasses com Paul Baumgartner, Eduard Steuermann e Edwin Fischer.
A primeira gravação de Brendel foi do Concerto para Piano nº 5 de Sergei Prokofiev em 1950. Dois anos depois, ele fez a gravação de estreia mundial de Weihnachtsbaum de Franz Liszt. Ele gravou uma série de outros discos, incluindo três conjuntos completos de sonatas para piano de Beethoven (um pela Vox Records e dois pela Philips Records). Ele foi o primeiro intérprete a gravar as obras completas para piano solo de Beethoven. Ele também gravou inúmeras obras de Liszt, Brahms (incluindo os concertos de Brahms), Robert Schumann e particularmente Franz Schubert. Brendel gravou os concertos completos para piano de Mozart com Sir Neville Marriner e a Academy of St Martin in the Fields, que está incluído na edição Mozart completa de 180 CDs da Philips. Gravou ou executou pouco da música de Frédéric Chopin, mas não por falta de admiração pelo compositor. Ele considera os Prelúdios de Chopin "a conquista mais gloriosa na música para piano depois de Beethoven e Schubert".
Brendel gravou extensivamente para a gravadora Vox, sendo seu primeiro de três conjuntos de sonatas completas de Beethoven. Sua descoberta veio depois de um recital de Beethoven no Queen Elizabeth Hall, em Londres, no dia seguinte ao qual três grandes gravadoras ligaram para seu agente. Nessa época ele se mudou para Hampstead, Londres, onde ainda mora. Desde a década de 1970, Brendel gravou para a Philips Classics Records. Brendel completou muitas turnês pela Europa, Estados Unidos, América do Sul, Japão e Austrália. Ele teve uma associação particularmente estreita com a Orquestra Filarmônica de Viena e Berlim, mas tocou regularmente com todas as principais orquestras dos Estados Unidos e de outros lugares. Brendel executou muitos ciclos de sonatas e concertos de Beethoven e foi um dos poucos pianistas que, nos últimos anos, conseguiu continuar a encher grandes salas. Ele é apenas o terceiro pianista (depois de Emil von Sauer e Wilhelm Backhaus) a ser premiado como membro honorário da Filarmônica de Viena, e foi premiado com a Medalha Hans von Bülow pela Filarmônica de Berlim.
Revendo seu Beethoven: The Late Piano Sonatas de 1993 (Philips Duo 438374), Damian Thompson do The Daily Telegraph descreveu-o como "uma abordagem mais magistral ... polvilhada com toques do humor estranho e peculiar de Brendel".
Em abril de 2007, Brendel foi um dos primeiros signatários do "Apelo para o Estabelecimento de uma Assembleia Parlamentar nas Nações Unidas".

## Vida pessoal
Brendel foi casado duas vezes. Seu primeiro casamento, de 1960 a 1972, foi com Iris Heymann-Gonzala, e gerou uma filha, Doris, que é musicista de rock progressivo e pop rock. Em 1975, Brendel casou-se com Irene Semler e têm três filhos; um filho, Adrian, que é violoncelista, e duas filhas, Katharina e Sophie.

## Trabalho
Brendel interpretou séries de música de Haydn, Beethoven, Schubert, Mozart e Liszt. Ele era particularmente próximo às obras de Schubert, descritas por Gerald Felber do Frankfurter Allgemeine Zeitung como de "calor luminoso, vulnerável e triste, penosamente consciente da transitoriedade e ao mesmo tempo onírico" e "obcecado com a beleza". Brendel interpretou e gravou pouco da música de Frédéric Chopin, mas não por falta de admiração pelo compositor; considerando seus Prelúdios "a mais gloriosa conquista da música para piano depois de Beethoven e Schubert". Brendel via Liszt como um compositor incompreendido, conforme exposto em um ensaio dos anos 1960, "Der mißverstandene Liszt", e devotou apresentações e gravações à descoberta de Liszt como um compositor sério, não sem ver criticamente também os pontos fracos. Brendel tocou relativamente poucas obras do século XX, mas interpretou o Concerto para Piano de Schoenberg.
Harold C. Schonberg do New York Times observou que alguns críticos acusaram o pianista de "pedantismo". A interpretação de Brendel às vezes era descrita como "cerebral", e ele disse que acreditava que o trabalho principal do pianista é respeitar os desejos do compositor sem se exibir ou adicionar sua própria interpretação à música: "Sou responsável perante o compositor, e particularmente perante a peça". Brendel citou, além de seu mentor e professor Edwin Fischer, os pianistas Alfred Cortot e Wilhelm Kempff, e os maestros Bruno Walter e Wilhelm Furtwängler como influências particulares em seu desenvolvimento musical.
Ao revisar seu Beethoven: The Late Piano Sonatas de 1993 (Philips Duo 438374), Damian Thompson do The Daily Telegraph descreveu-o como "uma abordagem mais majestosa... salpicada com toques do humor estranho e peculiar de Brendel".

### Gravações
- Alfred Brendel – Unpublished Live and Radio Performances 1968–2001
- Great Pianists of the 20th Century – Alfred Brendel III

### Publicações
Brendel era um autor prolífico. Seus escritos apareceram em inglês, alemão, francês, italiano, espanhol, holandês, japonês, coreano e outras línguas. Por vários anos, ele foi colaborador da The New York Review of Books. Seus próprios livros incluem:
- 1976: Musical Thoughts and Afterthoughts, ensaios, Robson Books[24]
- 1990: Music Sounded Out, ensaios incluindo "Must Classical Music be Entirely Serious?", Farrar Straus Giroux[25]
- 1998: One Finger Too Many, poesia, Random House[26]
- 2001: Alfred Brendel on Music, ensaios coletados, A Cappella[27]
- 2003: Me, of All People: Alfred Brendel in Conversation with Martin Meyer (edição do Reino Unido: The Veil of Order), Cornell University Press[21]
- 2004, Cursing Bagels, poesia, Faber & Faber[28]
- 2010: Playing the Human Game, poemas coletados, Phaidon Press[29]
- 2013: A Pianist's A–Z: A Piano Lover's Reader. [S.l.]: Faber & Faber. ISBN 978-0-571-30184-3